# كارولين إلكنز
كارولين إلكنز (بالإنجليزية: Caroline Elkins)‏ هي صحفية ومؤرخة أمريكية، ولدت في 1969.